# Республика Техас
Респу́блика Теха́с (англ. Republic of Texas) — государство в Северной Америке, существовавшее в 1836—1845 годы. Республика Техас образовалась в результате войны за независимость северо-восточного региона Мексики. В 1845 году после волеизъявления граждан и принятия акта самоопределения вошла в США, где получила права штата.

## Территория
Республика Техас объединяла территорию нынешнего штата Техас и отдельных частей нынешних штатов Вайоминг, Канзас, Колорадо, Нью-Мексико и Оклахома.

## Война за независимость

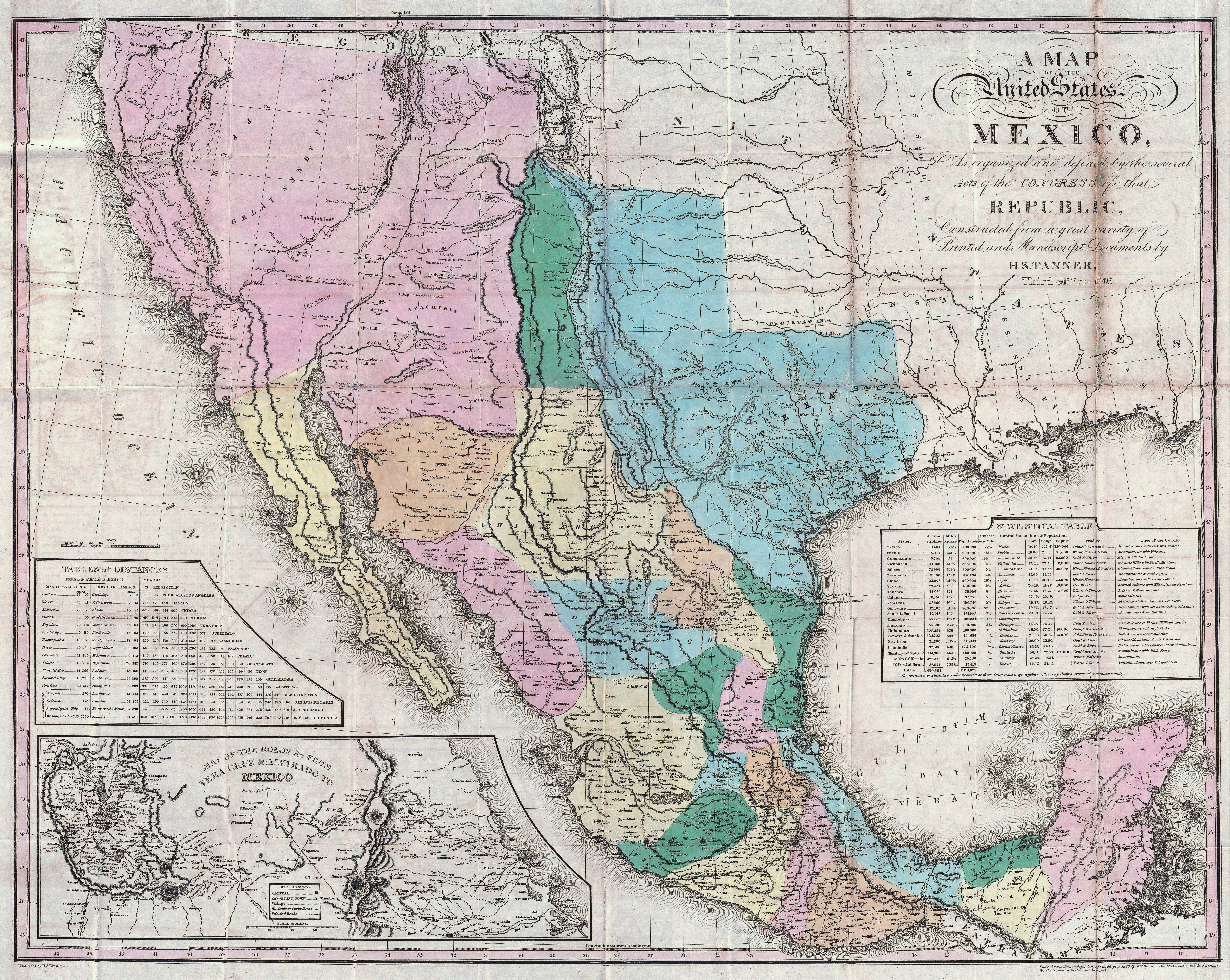
Карта Мексики 1846 года по мнению американских картографов, где частью Техаса обозначено всё левобережье Рио-Гранде. Западнее Техаса зелёным цветом обозначено то, что осталось от Новой Мексики

К середине 1830-х годов диктатура президента Антонио Санта-Анны и беззаконие в Мексике привели к тому, что государство оказалось на грани распада — территории Техаса и Юкатана выразили — согласно конституционному праву — желание отделиться. Другими причинами были недовольство техасцев конституцией 1835 года и отменой рабства в Мексике.
- 2 октября 1835 года произошло столкновение англоговорящих поселенцев (техасцев) с отрядом мексиканской кавалерии близ города Гонзалес, что привело к началу военных действий.
- 10 октября 1835 года капитулировал мексиканский гарнизон в Голиаде.
- 24 октября 1835 года техасцы начали осаду мексиканского гарнизона в Бехаре.
- 28 октября 1835 года в ходе битвы при Консепсьоне 90 техасцев отразили атаки 450 мексиканцев.
- 4 ноября 1835 года капитулировал мексиканский гарнизон в Липантитлане, мексиканский гарнизон в Бехаре остался без связи с побережьем.
- 10 декабря 1835 года капитулировал мексиканский гарнизон в Бехаре.
- 2 марта 1836 года в Вашингтоне-на-Бразосе на собрании представителей англоязычных поселенцев была подписана декларация о независимости от Мексики. В ответ Санта-Анна послал в Техас мексиканские войска.
- 23 февраля 1836 — 6 марта 1836 года в ходе осады и штурма форта Аламо в Сан-Антонио-де-Бехаре был полностью уничтожен малочисленный техасский гарнизон.
- 27 марта 1836 года по приказу Лопеса де Санта-Анны мексиканцы казнили в Голиаде Джеймса Фэннина и около 400 пленных техасцев, сдавшихся при Рефухио и Колето.
- 21 апреля 1836 года техасская армия под руководством Сэма Хьюстона разбила одну из трёх колонн мексиканской армии в битве у Сан-Хасинто. Бывший президент Мексики генерал Санта-Анна был взят в плен. В обмен на свою жизнь он принял требования техасцев.
- 14 мая 1836 года официальные представители Техаса и генерал Санта-Анна подписали договор о независимости в городе Веласко. Соглашение предписывало мексиканским войскам отступить южнее реки Рио-Гранде, что впоследствии трактовалось техасцами как установление границы их республики по этой реке, причём, не только на юге, а от самого истока до устья. Таким образом, Республика Техас формально включила в свой состав почти всю Новую Мексику, поскольку она располагалось преимущественно на левом берегу Рио-Гранде. Правительство Мексики не признало Веласкские соглашения, поскольку армейский генерал не обладал полномочиями подписывать подобные документы. Мексиканский парламент никогда не рассматривал вопрос ратификации этих соглашений. В американской историографии генерала Санта-Анну принято называть президентом, пытаясь узаконить таким образом все последующие действия самопровозглашённой Республики Техас и США против Мексики.

## Техас после обретения независимости
В конце 1836 была принята конституция (подтверждающая право рабовладения), и Техас был провозглашён республикой. Первым президентом республики Техас стал Сэм Хьюстон. После неоднократного перемещения столицы центром власти был выбран в 1837 году город Хьюстон.
Республика Техас получила международное признание: в 1837 г. республику признали США, а в 1839—1840 гг. — Великобритания, Франция, Нидерланды, Бельгия и Республика Юкатан. При этом продолжались рейды мексиканцев на Техас. 5 марта 1842 года впервые после революции в Техас вторгся отряд мексиканцев численностью более 500 человек, ведомый Рафаэлем Васкесом; дойдя до Сан-Антонио, он отступил назад к Рио-Гранде; 11 сентября 1842 года полуторатысячная армия Мексики, ведомая Адрианом Уоллом, захватила часть Сан-Антонио, но позже отступила, захватив пленных.
Столкновения продолжались на протяжении почти 10 лет и зависели от того, укреплялись ли позиции мексиканского правительства или ослаблялись. США официально в эту борьбу не вмешивались, хотя тысячи волонтёров в США вербовались для помощи техасцам. Вооружённые конфликты между Мексикой и Техасской республикой прекратились не столько в результате присоединения к США (по договору от 29 декабря 1845 года Техас стал 28-м штатом), сколько в результате победы США в Американо-мексиканской войне 1846—1848 годов, полностью подавившей сопротивление Мексики, вынужденной отказаться от территориальных претензий. Когда Техас отделился от Мексики, у значительной части техасцев изначально преобладало намерение рано или поздно объединить Техас с США (хотя среди части техасцев также существовала и другая идея — развития Техаса в обширное государство с территорией до Тихого океана).
Техас является первым и до сих пор единственным международно признанным независимым государством, напрямую принятым в состав США в качестве равноправного члена союза. Штат Вермонт, провозгласивший себя Республикой Вермонт в 1777 году и вступивший в США в 1791 году, обладал де факто автономией, но не имел международного признания. Позднее США аннексировали самопровозглашённую Республику Калифорния и Королевство Гавайи, однако включили их в состав государства в качестве штатов лишь спустя некоторое время.
В наше время в Техасе существуют различные политические движения, борющиеся за восстановление независимости Техаса (в частности, движение «Республика Техас»), а местные жители до сих пор называют столицу штата Техаса Остин «столицей Техасской Республики».

## Президенты и вице-президенты
| C               | По              | Президент                          | Вице-президент                               | Кандидаты в Президенты                       | Голоса за кандидатов в Президенты | Кандидаты в Вице-президенты      | Голоса за кандидатов в Вице-президенты |
| --------------- | --------------- | ---------------------------------- | -------------------------------------------- | -------------------------------------------- | --------------------------------- | -------------------------------- | -------------------------------------- |
| 16 марта 1836   | 22 октября 1836 | Дэвид Бернет (Временный президент) | Лоренсо де Савала (Временный вице-президент) |                                              |                                   |                                  |                                        |
| 22 октября 1836 | 10 декабря 1838 | Сэмюэл Хьюстон                     | Мирабо Бонапарт Ламар                        | - Сэмюэл Хьюстон - Генри Смит - Стивен Остин | 5119 743 587                      | Мирабо Ламар                     |                                        |
| 10 декабря 1838 | 13 декабря 1841 | Мирабо Ламар                       | Дэвид Бернет                                 | - Мирабо Ламар - Роберт Уилсон               | 6995 252                          | Дэвид Бернет                     |                                        |
| 13 декабря 1841 | 9 декабря 1844  | Сэмюэл Хьюстон                     | Эдвард Берлесон                              | - Сэмюэл Хьюстон - Дэвид Бернет              | 7915 3619                         | Эдвард Берлесон Мемукан Хант-мл. | 6141 4336                              |
| 9 декабря 1844  | 19 февраля 1846 | Энсон Джонс                        | Кеннет Льюис Андерсон                        | - Энсон Джонс - Эдвард Берлесон              | —                                 | Кеннет Андерсон                  |                                        |